# إتيان ري
إتيان ري (بالفرنسية: Étienne Rey) هو ناقد أدبي وكاتب مسرحي وكاتب فرنسي، ولد في 1 مارس 1879، وتوفي في 16 فبراير 1965.